# Chiesa della Natività di Maria Vergine (Berlingo)
La chiesa della Natività di Maria Vergine è la parrocchiale di Berlingo, in provincia e diocesi di Brescia; fa parte della zona pastorale di Travagliato.

## Storia
La primitiva cappella di Berlingo fu edificata nel XV secolo ad opera dei signori Calini e dipendeva dalla parrocchia di Travagliato.
Alla fine del Settecento venne costruita la nuova parrocchiale, disegnata da Gaspare Turbini.
L'edificio fu interessato da un intervento di ristrutturazione nel 1927, mentre nella seconda metà degli anni sessanta si provvide ad adeguare la chiesa alle norme postconciliari mediante l'aggiunta dell'altare maggiore.

## Descrizione

### Esterno
La facciata a capanna della chiesa, rivolta a occidente e suddivisa da una cornice marcapiano modanata in due registri, entrambi scanditi da lesene e caratterizzati da specchiature, presenta in quello inferiore il portale d'ingresso timpanato e in quello superiore, che è coronato dal frontone triangolare, una finestra.
Dietro alla chiesa, alla quale è annesso, sorge il campanile a base quadrata, la cui cella presenta su ogni lato una monofora affiancata da lesene ed è coperta dal tetto a otto falde poggiante sul tamburo.

### Interno
L'interno dell'edificio si compone di un'unica navata, sulla quale si affacciano le cappelle laterali, introdotte da archi a tutto sesto, e le cui pareti sono scandite da lesene sorreggenti il cornicione aggettante sopra il quale si imposta la volta a botte unghiata; al termine dell'aula si sviluppa il presbiterio, rialzato di alcuni gradini, coperto da volta cupoliforme e chiuso dall'abside semicircolare.
Qui sono conservate diverse opere di pregio, la più rilevante delle quali è la pala con soggetto l'Ultima cena, eseguita da Sante Cattaneo.